# جایزه بزرگ (فیلم ۱۹۳۴)
جایزه بزرگ (انگلیسی: Grand Prix) فیلمی در ژانر درام است. از بازیگران آن می‌توان به پیتر گاثورن اشاره کرد.